# American Le Mans Series 2013
Die American Le Mans Series 2013 begann mit dem 12-Stunden-Rennen von Sebring am 16. März 2013 und endete am 19. Oktober 2013 mit dem Petit Le Mans auf der Road Atlanta. Es war die letzte Saison vor der Fusion der ALMS mit der Grand Am Rolex Sports Car Series zur United SportsCar Championship.

## Ergebnisse

### Rennkalender
Gesamtsieger sind fett hervorgehoben.
| Nr. | Datum         | Rennname / Rennstrecke                                       | Klasse | Team                         | Sieger                                            | Fahrzeug                |
| --- | ------------- | ------------------------------------------------------------ | ------ | ---------------------------- | ------------------------------------------------- | ----------------------- |
| 1   | 16. März      | 12-Stunden-Rennen von Sebring Sebring International Raceway  | LMP1   | Audi Sport Team Joest        | Oliver Jarvis Marcel Fässler Benoît Tréluyer      | Audi R18 e-tron Quattro |
| 1   | 16. März      | 12-Stunden-Rennen von Sebring Sebring International Raceway  | LMP2   | Level 5 Motorsports          | Scott Tucker Marino Franchitti Ryan Briscoe       | HPD ARX-03b             |
| 1   | 16. März      | 12-Stunden-Rennen von Sebring Sebring International Raceway  | LMPC   | PR1 Mathiesen Motorsports    | David Cheng Mike Guasch David Ostella             | Oreca FLM09             |
| 1   | 16. März      | 12-Stunden-Rennen von Sebring Sebring International Raceway  | GT     | Corvette Racing              | Oliver Gavin Richard Westbrook Tommy Milner       | Chevrolet Corvette C6.R |
| 1   | 16. März      | 12-Stunden-Rennen von Sebring Sebring International Raceway  | GTC    | Alex Job Racing              | Cooper MacNeil Dion von Moltke Jeroen Bleekemolen | Porsche 997 GT3 Cup     |
|     |               |                                                              |        |                              |                                                   |                         |
| 2   | 20. April     | American Le Mans at Long Beach Long Beach Grand Prix Circuit | LMP1   | Muscle Milk Pickett Racing   | Klaus Graf Lucas Luhr                             | HPD ARX-03c             |
| 2   | 20. April     | American Le Mans at Long Beach Long Beach Grand Prix Circuit | LMP2   | Extreme Speed Motorsports    | Scott Sharp Guy Cosmo                             | HPD ARX-03b             |
| 2   | 20. April     | American Le Mans at Long Beach Long Beach Grand Prix Circuit | LMPC   | CORE Autosport               | Jonathan Bennett Colin Braun                      | Oreca FLM09             |
| 2   | 20. April     | American Le Mans at Long Beach Long Beach Grand Prix Circuit | GT     | BMW Team RLL                 | Bill Auberlen Maxime Martin                       | BMW Z4 GTE              |
| 2   | 20. April     | American Le Mans at Long Beach Long Beach Grand Prix Circuit | GTC    | NGT Motorsports              | Sean Edwards Henrique Cisneros                    | Porsche 997 GT3 Cup     |
|     |               |                                                              |        |                              |                                                   |                         |
| 3   | 11. Mai       | American Le Mans Monterey Laguna Seca Raceway                | LMP1   | Muscle Milk Pickett Racing   | Klaus Graf Lucas Luhr                             | HPD ARX-03c             |
| 3   | 11. Mai       | American Le Mans Monterey Laguna Seca Raceway                | LMP2   | Level 5 Motorsports          | Scott Tucker Marino Franchitti                    | HPD ARX-03b             |
| 3   | 11. Mai       | American Le Mans Monterey Laguna Seca Raceway                | LMPC   | PR1 Mathiesen Motorsports    | Luis Díaz Mike Guasch                             | Oreca FLM09             |
| 3   | 11. Mai       | American Le Mans Monterey Laguna Seca Raceway                | GT     | Corvette Racing              | Jan Magnussen Antonio García                      | Chevrolet Corvette C6.R |
| 3   | 11. Mai       | American Le Mans Monterey Laguna Seca Raceway                | GTC    | NGT Motorsports              | Nick Tandy Henrique Cisneros                      | Porsche 997 GT3 Cup     |
|     |               |                                                              |        |                              |                                                   |                         |
| 4   | 6. Juli       | Northeast Grand Prix Lime Rock Park                          | LMP1   | Muscle Milk Pickett Racing   | Klaus Graf Lucas Luhr                             | HPD ARX-03c             |
| 4   | 6. Juli       | Northeast Grand Prix Lime Rock Park                          | LMP2   | Level 5 Motorsports          | Scott Tucker Ryan Briscoe                         | HPD ARX-03b             |
| 4   | 6. Juli       | Northeast Grand Prix Lime Rock Park                          | LMPC   | RSR Racing                   | Bruno Junqueira Duncan Ende                       | Oreca FLM09             |
| 4   | 6. Juli       | Northeast Grand Prix Lime Rock Park                          | GT     | BMW Team RLL                 | John Edwards Dirk Müller                          | BMW Z4 GTE              |
| 4   | 6. Juli       | Northeast Grand Prix Lime Rock Park                          | GTC    | Flying Lizard Motorsports    | Spencer Pumpelly Nelson Canache                   | Porsche 997 GT3 Cup     |
|     |               |                                                              |        |                              |                                                   |                         |
| 5   | 21. Juli      | Mobil 1 SportsCar Grand Prix Mosport International Raceway   | LMP1   | Muscle Milk Pickett Racing   | Klaus Graf Lucas Luhr                             | HPD ARX-03c             |
| 5   | 21. Juli      | Mobil 1 SportsCar Grand Prix Mosport International Raceway   | LMP2   | Level 5 Motorsports          | Scott Tucker Marino Franchitti                    | HPD ARX-03b             |
| 5   | 21. Juli      | Mobil 1 SportsCar Grand Prix Mosport International Raceway   | LMPC   | CORE Autosport               | Jonathan Bennett Colin Braun                      | Oreca FLM09             |
| 5   | 21. Juli      | Mobil 1 SportsCar Grand Prix Mosport International Raceway   | GT     | Corvette Racing              | Oliver Gavin Tommy Milner                         | Chevrolet Corvette C6.R |
| 5   | 21. Juli      | Mobil 1 SportsCar Grand Prix Mosport International Raceway   | GTC    | Alex Job Racing              | Cooper MacNeil Jeroen Bleekemolen                 | Porsche 997 GT3 Cup     |
|     |               |                                                              |        |                              |                                                   |                         |
| 6   | 11. August    | Orion Energy Systems 245 Road America                        | LMP1   | Muscle Milk Pickett Racing   | Klaus Graf Lucas Luhr                             | HPD ARX-03c             |
| 6   | 11. August    | Orion Energy Systems 245 Road America                        | LMP2   | Level 5 Motorsports          | Scott Tucker Simon Pagenaud                       | HPD ARX-03b             |
| 6   | 11. August    | Orion Energy Systems 245 Road America                        | LMPC   | RSR Racing                   | Bruno Junqueira Duncan Ende                       | Oreca FLM09             |
| 6   | 11. August    | Orion Energy Systems 245 Road America                        | GT     | SRT Motorsports              | Dominik Farnbacher Marc Goossens                  | SRT Viper GTS-R         |
| 6   | 11. August    | Orion Energy Systems 245 Road America                        | GTC    | Flying Lizard Motorsports    | Spencer Pumpelly Nelson Canache                   | Porsche 997 GT3 Cup     |
|     |               |                                                              |        |                              |                                                   |                         |
| 7   | 31. August    | Grand Prix of Baltimore Streets of Baltimore                 | LMP1   | Muscle Milk Pickett Racing   | Klaus Graf Lucas Luhr                             | HPD ARX-03c             |
| 7   | 31. August    | Grand Prix of Baltimore Streets of Baltimore                 | LMP2   | Level 5 Motorsports          | Marino Franchitti Guy Cosmo                       | HPD ARX-03b             |
| 7   | 31. August    | Grand Prix of Baltimore Streets of Baltimore                 | LMPC   | Performance Tech Motorsports | Tristan Nunez Charlie Shears                      | Oreca FLM09             |
| 7   | 31. August    | Grand Prix of Baltimore Streets of Baltimore                 | GT     | Corvette Racing              | Jan Magnussen Antonio García                      | Chevrolet Corvette C6.R |
| 7   | 31. August    | Grand Prix of Baltimore Streets of Baltimore                 | GTC    | Flying Lizard Motorsports    | Dion von Moltke Seth Neiman                       | Porsche 997 GT3 Cup     |
|     |               |                                                              |        |                              |                                                   |                         |
| 8   | 21. September | International Sports Car Weekend Circuit of The Americas     | LMP1   | Muscle Milk Pickett Racing   | Klaus Graf Lucas Luhr                             | HPD ARX-03c             |
| 8   | 21. September | International Sports Car Weekend Circuit of The Americas     | LMP2   | Level 5 Motorsports          | Scott Tucker Ryan Briscoe                         | HPD ARX-03b             |
| 8   | 21. September | International Sports Car Weekend Circuit of The Americas     | LMPC   | BAR1 Motorsports             | Kyle Marcelli Chris Cumming                       | Oreca FLM09             |
| 8   | 21. September | International Sports Car Weekend Circuit of The Americas     | GT     | Corvette Racing              | Jan Magnussen Antonio García                      | Chevrolet Corvette C6.R |
| 8   | 21. September | International Sports Car Weekend Circuit of The Americas     | GTC    | TRG                          | Ben Keating Damien Faulkner                       | Porsche 997 GT3 Cup     |
|     |               |                                                              |        |                              |                                                   |                         |
| 9   | 5. Oktober    | Oak Tree Grand Prix Virginia International Raceway           | LMP1   | Muscle Milk Pickett Racing   | Klaus Graf Lucas Luhr                             | HPD ARX-03c             |
| 9   | 5. Oktober    | Oak Tree Grand Prix Virginia International Raceway           | LMP2   | Level 5 Motorsports          | Scott Tucker Ryan Briscoe                         | HPD ARX-03b             |
| 9   | 5. Oktober    | Oak Tree Grand Prix Virginia International Raceway           | LMPC   | BAR1 Motorsports             | Kyle Marcelli Chris Cumming                       | Oreca FLM09             |
| 9   | 5. Oktober    | Oak Tree Grand Prix Virginia International Raceway           | GT     | Risi Competizione            | Olivier Beretta Matteo Malucelli                  | Ferrari 458 Italia GT2  |
| 9   | 5. Oktober    | Oak Tree Grand Prix Virginia International Raceway           | GTC    | TRG                          | Ben Keating Damien Faulkner                       | Porsche 997 GT3 Cup     |
|     |               |                                                              |        |                              |                                                   |                         |
| 10  | 19. Oktober   | Petit Le Mans Road Atlanta                                   | LMP1   | Rebellion Racing             | Nick Heidfeld Nicolas Prost Neel Jani             | Lola B12/60             |
| 10  | 19. Oktober   | Petit Le Mans Road Atlanta                                   | LMP2   | Level 5 Motorsports          | Scott Tucker Ryan Briscoe Marino Franchitti       | HPD ARX-03b             |
| 10  | 19. Oktober   | Petit Le Mans Road Atlanta                                   | LMPC   | BAR1 Motorsports             | Kyle Marcelli Chris Cumming Stefan Johansson      | Oreca FLM09             |
| 10  | 19. Oktober   | Petit Le Mans Road Atlanta                                   | GT     | Team Falken Tire             | Wolf Henzler Bryan Sellers Nick Tandy             | Porsche 997 GT3 RSR     |
| 10  | 19. Oktober   | Petit Le Mans Road Atlanta                                   | GTC    | Flying Lizard Motorsports    | Spencer Pumpelly Nelson Canache Madison Snow      | Porsche 997 GT3 Cup     |

## Gesamtsieger
| Klasse | Fahrer                              | Team                       | Hersteller           | Hersteller           | Reifen               | Michelin Green X Challenge | Michelin Green X Challenge |
| Klasse | Fahrer                              | Team                       | Chassis              | Motor                | Reifen               | Chassis                    | Hersteller                 |
| ------ | ----------------------------------- | -------------------------- | -------------------- | -------------------- | -------------------- | -------------------------- | -------------------------- |
| LMP1   | Klaus Graf / Lucas Luhr             | Muscle Milk Pickett Racing | HPD                  | HPD                  | Michelin             | Muscle Milk Pickett Racing | HPD                        |
| LMP2   | Scott Tucker                        | Level 5 Motorsports        | HPD                  | HPD                  | Michelin             | Muscle Milk Pickett Racing | HPD                        |
| LMPC   | Mike Guasch                         | CORE Autosport             | nicht ausgeschrieben | nicht ausgeschrieben | nicht ausgeschrieben | Muscle Milk Pickett Racing | HPD                        |
| GT     | Antonio García / Jan Magnussen      | Corvette Racing            | Chevrolet            | Chevrolet            | Michelin             | Corvette Racing            | Chevrolet                  |
| GTC    | Cooper MacNeil / Jeroen Bleekemolen | Flying Lizard Motorsports  | nicht ausgeschrieben | nicht ausgeschrieben | nicht ausgeschrieben | Corvette Racing            | Chevrolet                  |